# Radoslav Kováč
Radoslav Kováč (Praga, 27 novembre 1979) è un ex calciatore ceco, di ruolo centrocampista o difensore, tecnico del Pardubice.

## Carriera

### Club
Dal 1997 al 2003 gioca in Repubblica Ceca con il Sigma Olomouc. Gioca 127 volte segnando in totale 3 gol.
Nel 2003 passa allo Sparta Praga dove in due stagioni segna 3 gol in 46 presenze.
Nel 2005 passa allo Spartak Mosca, in Russia.
Nel 2009 passa in prestito al West Ham.
Il 10 agosto 2009 si trasferisce a titolo definitivo al West Ham.
Il 24 giugno 2011 si trasferisce al Basilea firmando un contratto di 2 anni.
Nel gennaio 2013 passa allo Slovan Liberec, prima di tornare, nel luglio 2014, allo Sparta Praga.

### Nazionale
Ha debuttato in Nazionale ceca nel 2004. Ha partecipato ai Mondiali di Germania nel 2006, giocando come difensore centrale. Fino ad ora, ha totalizzato 30 presenze e 2 gol in nazionale.

## Statistiche

### Presenze e reti nei club
Statistiche aggiornate al 30 luglio 2014.
| Stagione              | Squadra               | Campionato            | Campionato | Campionato | Coppe nazionali | Coppe nazionali | Coppe nazionali | Coppe continentali | Coppe continentali | Coppe continentali | Altre coppe | Altre coppe | Altre coppe | Totale | Totale |
| Stagione              | Squadra               | Comp                  | Pres       | Reti       | Comp            | Pres            | Reti            | Comp               | Pres               | Reti               | Comp        | Pres        | Reti        | Pres   | Reti   |
| --------------------- | --------------------- | --------------------- | ---------- | ---------- | --------------- | --------------- | --------------- | ------------------ | ------------------ | ------------------ | ----------- | ----------- | ----------- | ------ | ------ |
| 1997-1998             | Sigma Olomouc         | 1L                    | 1          | 0          | -               | -               | -               | -                  | -                  | -                  | -           | -           | -           | 1      | 0      |
| 1998-1999             | Sigma Olomouc         | 1L                    | 20         | 0          | -               | -               | -               | -                  | -                  | -                  | -           | -           | -           | 20     | 0      |
| 1999-2000             | Sigma Olomouc         | 1L                    | 28         | 0          | -               | -               | -               | -                  | -                  | -                  | -           | -           | -           | 28     | 0      |
| 2000-2001             | Sigma Olomouc         | 1L                    | 27         | 0          | -               | -               | -               | -                  | -                  | -                  | -           | -           | -           | 27     | 0      |
| 2001-2002             | Sigma Olomouc         | 1L                    | 23         | 1          | -               | -               | -               | CU                 | 2                  | 0                  | -           | -           | -           | 25     | 1      |
| 2002-2003             | Sigma Olomouc         | 1L                    | 28         | 2          | -               | -               | -               | -                  | -                  | -                  | -           | -           | -           | 28     | 2      |
| Totale Sigma Olomouc  | Totale Sigma Olomouc  | Totale Sigma Olomouc  | 127        | 3          |                 | -               | -               |                    | 2                  | 0                  |             | -           | -           | 129    | 3      |
| 2003-2004             | Sparta Praga          | 1L                    | 29         | 3          | -               | -               | -               | UCL                | 10                 | 0                  | -           | -           | -           | 39     | 3      |
| ago.-dic. 2004        | Sparta Praga          | 1L                    | 17         | 0          | -               | -               | -               | UCL                | 6                  | 0                  | -           | -           | -           | 23     | 0      |
| 2005                  | Spartak Mosca         | PL                    | 27         | 4          | KR              | 1               | 1               | -                  | -                  | -                  | -           | -           | -           | 28     | 5      |
| 2006                  | Spartak Mosca         | PL                    | 27         | 2          | KR              | 7               | 1               | UCL+CU             | 10+2               | 2+0                | -           | -           | -           | 46     | 5      |
| 2007                  | Spartak Mosca         | PL                    | 26         | 1          | KR              | 6               | 0               | UCL+CU             | 2+4                | 0+0                | -           | -           | -           | 38     | 1      |
| 2008                  | Spartak Mosca         | PL                    | 21         | 2          | KR              | 1               | 0               | UCL+CU             | 2+4                | 0+0                | -           | -           | -           | 28     | 2      |
| Totale Spartak Mosca  | Totale Spartak Mosca  | Totale Spartak Mosca  | 101        | 9          |                 | 15              | 2               |                    | 24                 | 2                  |             | -           | -           | 140    | 13     |
| gen.-giu. 2009        | West Ham Utd          | PL                    | 9          | 1          | FAC             | 1               | 0               | -                  | -                  | -                  | -           | -           | -           | 10     | 1      |
| 2009-2010             | West Ham Utd          | PL                    | 31         | 2          | FAC+LC          | 1+2             | 0+0             | -                  | -                  | -                  | -           | -           | -           | 34     | 2      |
| 2010-2011             | West Ham Utd          | PL                    | 13         | 0          | FAC+LC          | 1+4             | 0+0             | -                  | -                  | -                  | -           | -           | -           | 18     | 0      |
| Totale West Ham       | Totale West Ham       | Totale West Ham       | 53         | 3          |                 | 9               | 0               |                    | -                  | -                  |             | -           | -           | 62     | 3      |
| 2011-2012             | Basilea               | SL                    | 15         | 0          | CS              | 5               | 0               | UCL                | 1                  | 0                  | -           | -           | -           | 21     | 0      |
| 2012-gen. 2013        | Basilea               | SL                    | 5          | 1          | -               | -               | -               | UCL                | 0                  | 0                  | -           | -           | -           | 5      | 1      |
| Totale Basilea        | Totale Basilea        | Totale Basilea        | 20         | 1          |                 | 5               | 0               |                    | 1                  | 0                  |             | -           | -           | 26     | 1      |
| 2012-gen. 2013        | Basilea II            | PLP                   | 2          | 0          | -               | -               | -               | -                  | -                  | -                  | -           | -           | -           | 2      | 0      |
| gen.-giu. 2013        | Slovan Liberec        | 1L                    | 13         | 0          | CC              | 4               | 0               | -                  | -                  | -                  | -           | -           | -           | 17     | 0      |
| 2013-2014             | Slovan Liberec        | 1L                    | 24         | 1          | -               | -               | -               | UEL                | 14                 | 1                  | -           | -           | -           | 38     | 2      |
| Totale Slovan Liberec | Totale Slovan Liberec | Totale Slovan Liberec | 37         | 1          |                 | 4               | 0               |                    | 14                 | 1                  |             | -           | -           | 55     | 2      |
| 2014-2015             | Sparta Praga          | 1L                    | 17         | 0          | CC              | 3               | 0               | UCL+UEL            | 3+4                | 1+0                | -           | -           | -           | 27     | 1      |
| 2015-2016             | Sparta Praga          | 1L                    | 1          | 0          | CC              | 3               | 0               | UCL+UEL            | 0+2                | 0                  | -           | -           | -           | 6      | 0      |
| Totale Sparta Praga   | Totale Sparta Praga   | Totale Sparta Praga   | 64         | 3          |                 | 6               | 0               |                    | 26                 | 1                  |             | -           | -           | 90     | 4      |
| Totale carriera       | Totale carriera       | Totale carriera       | 404        | 20         |                 | 39              | 2               |                    | 67                 | 4                  |             | -           | -           | 510    | 26     |

### Cronologia presenze e reti in Nazionale
| Cronologia completa delle presenze e delle reti in nazionale ― Rep. Ceca | Cronologia completa delle presenze e delle reti in nazionale ― Rep. Ceca | Cronologia completa delle presenze e delle reti in nazionale ― Rep. Ceca | Cronologia completa delle presenze e delle reti in nazionale ― Rep. Ceca | Cronologia completa delle presenze e delle reti in nazionale ― Rep. Ceca | Cronologia completa delle presenze e delle reti in nazionale ― Rep. Ceca | Cronologia completa delle presenze e delle reti in nazionale ― Rep. Ceca | Cronologia completa delle presenze e delle reti in nazionale ― Rep. Ceca |
| Data                                                                     | Città                                                                    | In casa                                                                  | Risultato                                                                | Ospiti                                                                   | Competizione                                                             | Reti                                                                     | Note                                                                     |
| ------------------------------------------------------------------------ | ------------------------------------------------------------------------ | ------------------------------------------------------------------------ | ------------------------------------------------------------------------ | ------------------------------------------------------------------------ | ------------------------------------------------------------------------ | ------------------------------------------------------------------------ | ------------------------------------------------------------------------ |
| 9-10-2004                                                                | Praga                                                                    | Rep. Ceca                                                                | 1 – 0                                                                    | Romania                                                                  | Qual. Mondiali 2006                                                      | -                                                                        | 90’                                                                      |
| 13-10-2004                                                               | Erevan                                                                   | Armenia                                                                  | 0 – 3                                                                    | Rep. Ceca                                                                | Qual. Mondiali 2006                                                      | -                                                                        | 55’                                                                      |
| 9-2-2005                                                                 | Celje                                                                    | Slovenia                                                                 | 0 – 3                                                                    | Rep. Ceca                                                                | Amichevole                                                               | -                                                                        | 78’                                                                      |
| 12-10-2005                                                               | Helsinki                                                                 | Finlandia                                                                | 0 – 3                                                                    | Rep. Ceca                                                                | Qual. Mondiali 2006                                                      | -                                                                        | 73’                                                                      |
| 16-11-2005                                                               | Praga                                                                    | Rep. Ceca                                                                | 1 – 0                                                                    | Norvegia                                                                 | Qual. Mondiali 2006                                                      | -                                                                        | 67’                                                                      |
| 30-5-2006                                                                | Jablonec nad Nisou                                                       | Rep. Ceca                                                                | 1 – 0                                                                    | Costa Rica                                                               | Amichevole                                                               | -                                                                        |                                                                          |
| 22-6-2006                                                                | Norimberga                                                               | Rep. Ceca                                                                | 0 – 2                                                                    | Italia                                                                   | Mondiali 2006 - 1º turno                                                 | -                                                                        | 78’                                                                      |
| 16-8-2006                                                                | Uherské Hradiště                                                         | Rep. Ceca                                                                | 1 – 3                                                                    | Serbia                                                                   | Amichevole                                                               | -                                                                        | 46’                                                                      |
| 2-9-2006                                                                 | Teplice                                                                  | Rep. Ceca                                                                | 2 – 1                                                                    | Galles                                                                   | Qual. Euro 2008                                                          | -                                                                        | 88’                                                                      |
| 6-9-2006                                                                 | Bratislava                                                               | Slovacchia                                                               | 0 – 3                                                                    | Rep. Ceca                                                                | Qual. Euro 2008                                                          | -                                                                        | 72’                                                                      |
| 11-10-2006                                                               | Dublino                                                                  | Irlanda                                                                  | 1 – 1                                                                    | Rep. Ceca                                                                | Qual. Euro 2008                                                          | -                                                                        | 74’                                                                      |
| 15-11-2006                                                               | Praga                                                                    | Rep. Ceca                                                                | 1 – 1                                                                    | Danimarca                                                                | Amichevole                                                               | -                                                                        | 72’                                                                      |
| 7-2-2007                                                                 | Bruxelles                                                                | Belgio                                                                   | 0 – 2                                                                    | Rep. Ceca                                                                | Amichevole                                                               | -                                                                        | 46’ 71’                                                                  |
| 28-3-2007                                                                | Liberec                                                                  | Rep. Ceca                                                                | 1 – 0                                                                    | Cipro                                                                    | Qual. Euro 2008                                                          | 1                                                                        | 12’ 27’                                                                  |
| 2-6-2007                                                                 | Cardiff                                                                  | Galles                                                                   | 0 – 0                                                                    | Rep. Ceca                                                                | Qual. Euro 2008                                                          | -                                                                        |                                                                          |
| 22-8-2007                                                                | Vienna                                                                   | Austria                                                                  | 1 – 1                                                                    | Rep. Ceca                                                                | Amichevole                                                               | -                                                                        | 46’                                                                      |
| 8-9-2007                                                                 | Serravalle                                                               | San Marino                                                               | 0 – 3                                                                    | Rep. Ceca                                                                | Qual. Euro 2008                                                          | -                                                                        |                                                                          |
| 12-9-2007                                                                | Praga                                                                    | Rep. Ceca                                                                | 1 – 0                                                                    | Irlanda                                                                  | Qual. Euro 2008                                                          | -                                                                        |                                                                          |
| 17-10-2007                                                               | Monaco di Baviera                                                        | Germania                                                                 | 0 – 3                                                                    | Rep. Ceca                                                                | Qual. Euro 2008                                                          | -                                                                        |                                                                          |
| 17-11-2007                                                               | Praga                                                                    | Rep. Ceca                                                                | 3 – 1                                                                    | Slovacchia                                                               | Qual. Euro 2008                                                          | -                                                                        |                                                                          |
| 21-11-2007                                                               | Strovolos                                                                | Cipro                                                                    | 0 – 2                                                                    | Rep. Ceca                                                                | Qual. Euro 2008                                                          | -                                                                        |                                                                          |
| 27-5-2008                                                                | Praga                                                                    | Rep. Ceca                                                                | 2 – 0                                                                    | Lituania                                                                 | Amichevole                                                               | -                                                                        | 75’                                                                      |
| 30-5-2008                                                                | Teplice                                                                  | Rep. Ceca                                                                | 3 – 1                                                                    | Scozia                                                                   | Amichevole                                                               | -                                                                        |                                                                          |
| 7-6-2008                                                                 | Basilea                                                                  | Svizzera                                                                 | 0 – 1                                                                    | Rep. Ceca                                                                | Euro 2008 - 1º turno                                                     | -                                                                        | 87’                                                                      |
| 20-8-2008                                                                | Londra                                                                   | Inghilterra                                                              | 2 – 2                                                                    | Rep. Ceca                                                                | Amichevole                                                               | -                                                                        | 75’                                                                      |
| 10-9-2008                                                                | Belfast                                                                  | Irlanda del Nord                                                         | 0 – 0                                                                    | Rep. Ceca                                                                | Qual. Mondiali 2010                                                      | -                                                                        | 80’                                                                      |
| 11-10-2008                                                               | Chorzów                                                                  | Polonia                                                                  | 2 – 1                                                                    | Rep. Ceca                                                                | Qual. Mondiali 2010                                                      | -                                                                        | 79’                                                                      |
| 19-11-2008                                                               | Serravalle                                                               | San Marino                                                               | 0 – 3                                                                    | Rep. Ceca                                                                | Qual. Mondiali 2010                                                      | 1                                                                        |                                                                          |
| 11-2-2009                                                                | Casablanca                                                               | Marocco                                                                  | 0 – 0                                                                    | Rep. Ceca                                                                | Amichevole                                                               | -                                                                        |                                                                          |
| 1-4-2009                                                                 | Praga                                                                    | Rep. Ceca                                                                | 1 – 2                                                                    | Slovacchia                                                               | Qual. Mondiali 2010                                                      | -                                                                        | 71’                                                                      |
| Totale                                                                   |                                                                          | Presenze                                                                 | 30                                                                       |                                                                          | Reti                                                                     | 2                                                                        |                                                                          |

## Palmarès

### Club

#### Competizioni nazionali
- Campionato svizzero: 1

Basilea: 2011-2012
- Coppa Svizzera: 1

Basilea: 2011-12